# Stift Corvey
Das „kaiserliche und hochfürstliche Stift Corvey“, hier synonym mit Fürstabtei, war ein Ständestaat und geistliches reichsunmittelbares Territorium des Heiligen Römischen Reiches Deutscher Nation im östlichen Westfalen, das sich im Hochmittelalter herausgebildet hat. Die Benediktinerabtei Corvey auf dem heutigen Stadtgebiet Höxters in Nordrhein-Westfalen wurde 1792 von Papst Pius VI. aufgehoben, um in das Hochstift Corvey überzugehen. Seit dem 16. Jahrhundert war die Reichsabtei Teil des Niederrheinisch-Westfälischen Reichskreises. Auf Grund ihrer geringen Größe ohne militärische Bedeutung wurde die Reichsabtei zum „‚Spielball‘ benachbarter Dynastien“.

## Geographie
Die gefürstete Reichsabtei erstreckte sich am Westufer der Weser im Nordosten des heutigen westfälischen Kreises Höxter. Neben Corvey und der Stadt Höxter gehörten zuletzt die 16 Dörfer Albaxen, Amelunxen, Blankenau, Bödexen, Bosseborn, Brenkhausen, Bruchhausen, Drenke, Fürstenau, Godelheim, Lüchtringen, Lütmarsen, Ottbergen, Ovenhausen, Stahle und Wehrden zur Reichsabtei. Sie war Teil des Niederrheinisch-Westfälischen Reichskreises und grenzte im Osten an den Niedersächsischen Reichskreis. Der genaue Verlauf der Außengrenze des Stifts wurde überwiegend im 16. Jahrhundert durch die Setzung von Grenzsteinen markiert. Im Jahr 1779 wurden die Hoheitsrechte und Grenzen Corveys durch einen vom Papst und vom Kaiser bestätigten Vertrag definitiv reguliert; unter anderem gab Corvey dabei seine Exklave Jakobsberg an das Hochstift Paderborn ab.
Wichtigstes Nachbarland war das Hochstift Paderborn im Westen und Süden. Das Paderbornische und Corveyische verband die gemeinsame Diözese des Bischofs von Paderborn. Die Diözese umfasste stets weitere Gebiete, als die eines Hochstiftes. Weitere Nachbarn Corveys waren die Grafschaft Lippe (später Fürstentum) im äußersten Nordwesten (Samtämter Oldenburg und Schwalenberg mit Paderborn) und die Territorien des Herzogtums zu Braunschweig und Lüneburg: das Fürstentum Braunschweig-Wolfenbüttel im Osten und das Fürstentum Calenberg-Göttingen/Kurfürstentum Braunschweig-Lüneburg im Norden und Südosten.

## Geschichte

### Vorgeschichte
Corvey gehörte im Frühen Mittelalter zu den bedeutendsten karolingischen Klöstern und verfügte über eine der wertvollsten Bibliotheken des Landes. Zahlreiche Bischöfe gingen aus der Abtei hervor. Die Abtei entwickelte sich im 9. und 10. Jahrhundert zu einem kulturellen, geistigen und wirtschaftlichen Zentrum im Gebiet der Sachsen.
Schon nach der Eroberung Sachsens wollte Karl der Große die Christianisierung in dem neu gewonnenen Gebiet durch die Gründung eines Reichsklosters festigen und fördern. Aber erst die Halbbrüder Adalhard, Abt von Corbie (Corbeia Aurea) an der Somme, und Wala, ein Vetter Karls des Großen, gründeten mit Zustimmung von Ludwig dem Frommen 815 oder 816 als Nova Corbeia (neues Corbie) das erste Kloster im Land der Sachsen in Hethis, zunächst als Propstei von Corbie. Dorther kamen die ersten Mönche. Der Konvent verlegte seinen Sitz im Jahre 822 an die Stelle des heutigen Schlosses Corvey. Damit lag das Kloster etwas östlich vom Königshof Huxori (später Höxter). Dieses befand sich am Übergang des Hellwegs über die Weser. Mit kaiserlicher Unterstützung wurde es von Corbie nach und nach unabhängig. Das den Heiligen Stephanus und Veit (Vitus) gewidmete Corvey wurde zum Ziel zahlreicher Pilger; seit 836 werden dort Reliquien des heiligen Veit verehrt.
Unter Abt Wibald (1146–1158) blühte das Kloster durch Neuorganisation und Erweiterungen auf, es verlor aber nach seinem Tod rasch an Bedeutung und seine frühere Rolle im Reich und der römischen Kurie. Eine gewisse politische Bedeutung hatte das Kloster zur Zeit von Abt Widukind (1189–1203) inne. Ihm oder seinem Vorgänger Konrad (1160–1189) wird das Wachstum karolingischer Siedlungskerne außerhalb des ummauerten Klosterbezirks zu einer hochmittelalterlichen Stadt zugeschrieben, der die UNESCO die Qualität zuschreibt, „herausragende Dokumente des politischen, kulturellen und wirtschaftlichen Lebens im Mittelalter“ hervorgebracht zu haben. Die Stadt Corvey wurde jedoch im Juli 1265 mitsamt ihrer Weserbrücke von Bürgern Höxters und Truppen des Bischofs von Paderborn vollständig zerstört und danach nicht wieder aufgebaut. Das Gelände blieb bis heute eine Wüstung.
Zum Niedergang des Stifts in der Mitte des 13. Jahrhunderts trugen auch ein Klosterbrand (1242) sowie die nachhaltige Störung der Beziehung des Stfts zu Rom durch die antirömische Politik der Äbte Dietmar II. von Stockhausen (1206–1216) und Hermann I. von Holte (1223–1254) bei. Seit der Mitte des 13. Jahrhunderts mit dem Ende der Stauferzeit konnte Corvey kaum noch eine eigenständige Rolle gegenüber den Erzbischöfen von Köln, die als Herzöge von Westfalen auch materielle Interessen in der Gegend hatten, sowie den Bischöfen von Münster und vor allem von Paderborn spielen.

### Fürstung zur Reichsabtei
Mit der Verlagerung der Königsmacht nach Süddeutschland unter den Staufern und der folgenden Schwächung des Königtums insgesamt verlor Corvey weitgehend den Schutz des jeweiligen Königs. Die Äbte reagierten darauf mit der Schaffung eines möglichst geschlossenen Territoriums. Dabei gerieten sie zwangsläufig in Konflikt mit umliegenden Konkurrenten. Dazu zählten neben den Bischöfen von Paderborn und verschiedenen Grafen insbesondere die Herzöge zu Braunschweig und Lüneburg, die Landgrafen von Hessen und die Erzbischöfe von Köln. Dies führte dazu, dass die Äbte ihre geistlichen Pflichten vernachlässigten und lieber Burgen bauten, wie eine Chronik der Äbte 1189 beklagte. Allerdings zeigt die Katastrophe von 1265, dass Landesherren mit weltlicher Macht auch dann, wenn sie Kleriker waren, in der Zeit des Entstehens moderner Territorialstaaten gut beraten waren, wenn sie versuchten, ihr Staatsgebiet vor Aggressionen durch äußere, aber auch innere Gegner (hier: die „rebellischen“ Bürger von Höxter) zu schützen.
Das 13. Jahrhundert war insgesamt durch erhebliche Einbußen für Corvey geprägt. Im Zuge des sogenannten Osnabrücker Zehntstreits und durch Entfremdung verlor die Abtei die Zehnten und auch die meisten Besitzeinkünfte im Bistum Osnabrück. Im Bereich der Grafschaft Waldeck verlor Corvey im 13. Jahrhundert Besitzungen zu Gunsten der Grafen und dem Erzstift Köln. Auch der 1198 erworbene Solling ging verloren.
Von dem ehemals weit gestreuten Besitz blieb letztlich nur das Gebiet um Corvey übrig. Das Klosterterritorium war etwa 275 km² groß und bestand aus dem Gebiet der heutigen Stadt Höxter mit ihren zwölf Ortschaften sowie vier Ortschaften der heutigen Stadt Beverungen. Am Ende des Alten Reiches lebten dort etwa 10.000 Menschen.
Angesichts der Vielzahl an Hiobsbotschaften für Corvey im 13. Jahrhundert fällt es kaum ins Gewicht, dass Corvey seit 1220 „gefürstete“ Reichsabtei war.
Die wirtschaftliche, politische und geistig-kulturelle Schwächephase hielt während des gesamten Spätmittelalters an. Die Äbte des 14. und 15. Jahrhunderts waren meist unbedeutend und teilweise unwürdig. Dem gegenüber gewann der Konvent an Einfluss. Im 15. Jahrhundert war das Kloster auf dem Tiefstand seiner bisherigen Entwicklung angelangt.
War zunächst Kurköln Schutzmacht von Corvey, übernahm mit der Zeit das Hochstift Paderborn die Funktion, obwohl es 1265 die Stadt Corvey zerstört hatte. So kontrollierte das Nachbarstift die Jurisdiktion der Fürstabtei. Gleichzeitig schlossen die Äbte Verträge mit den großen Nachbarn Landgrafschaft Hessen und dem Herzogtum Braunschweig-Lüneburg.

### Frühe Neuzeit
Im Zuge der Reichsreform wurde Corvey 1500 Teil des Niederrheinisch-Westfälischen Reichskreises im Heiligen Römischen Reich. Der Abt von Corvey hatte persönlich Sitz und Stimme (Virilstimme) im Reichsfürstenrat des Reichstages und war dort nicht bloß korporativ vertreten (Kuriatstimme) wie die meisten anderen reichsunmittelbaren Äbte. Die Reichsmatrikel legte fest, dass Corvey um 1522 zwei Reiter, neun Fußsoldaten und 120 Gulden für die Reichsarmee zur Verfügung stellen musste. Deutsch, Niederdeutsch und Lateinisch waren die Sprachen, die im Territorium Corvey gesprochen wurden. Dessen Fläche betrug um 1800 275 Quadratkilometer mit zirka 10.000 Einwohnern.
Ebenfalls um 1500 begann unter Abt Franz von Ketteler mit dem Anschluss an die Bursfelder Kongregation auch eine innere Erneuerung. Auch hat dieser mit einer Sicherung der materiellen Grundlagen begonnen. Allerdings überschnitten sich diese Bemühungen mit der seit 1533 in das Corveyer Territorium eindringenden Reformation, die, wie in anderen geistlichen Territorien auch, von landständigem Adel und von Städtern getragen wurde. Entgegen dem Jus reformandi gelang es den Äbten nicht, die dauerhafte Festsetzung der Reformation in Höxter, Amelunxen und Bruchhausen zu verhindern. Dies hat die Stellung des Abtes stark geschwächt. Zur Zeit von Abt Dietrich von Beringhausen begannen um 1590 erste Versuche einer katholischen Erneuerung, aber dieser Ansatz der Konfessionalisierung hatte zunächst wenig Erfolg. Im Gegenteil drohte das Kloster selbst, sich zeitweise der Reformation zuzuwenden. Dem machte das Eingreifen der Bursfelder Kongregation ein Ende. Die Konfessionalisierung war im Stiftsgebiet weitgehend bis 1624 abgeschlossen. Anders aber als im benachbarten Paderborn, blieb der corveyische Hauptort Höxter den Lehren Luthers treu. Sie schaffte es sogar die geistlichen Höfe in ihren Besitz zu bringen, was wiederum die Abtei schwächte. Trotz Ermahnungen von Fürstbischof Dietrich IV. von Paderborn blieben im 16. Jahrhundert von 37 Pfarrern in 14 Gemeinden des Achidiakonats Höxter-Corvey mindestens 12 evangelisch. Der Fürstabt wurde für seine unzulängliche Gegenreformation von seinem Kapitel stark gerügt.
Gleichzeitig stieg im sehr agrarisch und kleinteilig strukturierten Corveyischen die wirtschaftliche Bedeutung direkt an der schiffbaren Weser. Eisenbergbau, Holz- und Getreidewirtschaft aus dem Weserraum wurde für Norddeutschland aber auch für die Vereinigten Niederlande immer bedeutender.
Im Dreißigjährigen Krieg wurde das Kloster stark zerstört. Der „große Klosterbrand“ („Blutbad von Höxter“ 1635) hat große Teile der Klosterbibliothek vernichtet. Zeitweise mussten die Mönche während des Krieges nach Höxter flüchten. Hinzu kamen militärische Besatzung und hohe Kontributionen.
Corvey stand kurz vor dem Untergang, als Fürstbischof Christoph Bernhard von Galen – von seinen Gegnern in der Republik der Vereinigten Niederlande „Bommen Berend“ („Bomben-Bernd“) genannt – 1665 Administrator wurde, nachdem die Mönche auf die Wahl eines Abtes aus den eigenen Reihen verzichtet hatten. Er stiftete die barocke Abteikirche und belebte das Kloster durch die Wiedereinsetzung eines adligen Konvents. Auch die landesherrliche Autorität gegenüber Höxter wurde erneuert. Eine wichtige Rolle spielte hierbei, dass Bischof von Galen sich – als einer der ersten Landesherren in Deutschland – darum bemühte, dass es in allen Orten seines Bistums Schulen gab, an denen auch Mädchen unterrichtet wurden.
Nachdem das klösterliche Leben sich einigermaßen gefestigt hatte, erfolgte die Wahl des Abtes wieder aus den Reihen des Konvents. Wilhelm Raabe widmete der Zeit von Galens die Erzählung Höxter und Corvey. Die baufällige Klosterkirche wurde mit Ausnahme ihres Westwerks ab 1667 durch einen neuen gotisierenden Kirchenraum mit barocker Ausstattung ersetzt. Zwischen 1699 und 1756 wurde insbesondere unter Abt Florenz von dem Felde die Klosteranlage barock großzügig wiederaufgebaut. Diesen Zustand zeigt Schloss Corvey nahezu unverändert noch heute. Inschriften unter anderem auf Denkmälern zu Ehren Karls des Großen und Ludwigs des Frommen unmittelbar an der Haupteinfahrt des Klosters machten deutlich, dass sich Corvey nunmehr als Zentrum der katholischen Konfessionalisierung verstand. Seinen fürstlichen Anspruch brachte der Abt im prunkvollen Kaisersaal zum Ausdruck. Abt Maximilian von Horrich (1714–1721) machte sich um den Neuaufbau der Bibliothek verdient.
Der Siebenjährige Krieg (1756–1763) betraf das Corveyische überproportional. Das Land wurde von durchmarschierenden und lagernden Truppen des westlichen Kriegsschauplatzes hart getroffen.
Im 17. und 18. Jahrhundert kam es zu einer intensiven Hinwendung zur Geschichte der Abtei. Allerdings haben die damaligen Geschichtsschreiber, später auch als Corveyer Lügenhistoriker bezeichnet, teilweise Quellen erfunden oder gefälscht. Dies führte auch noch im 19. Jahrhundert bei Paul Wigand, Archivar und Historiker, zu verschiedenen Fehlschlüssen.

Lage der Fürstabtei Corvey im Heiligen Römischen Reich (1560)
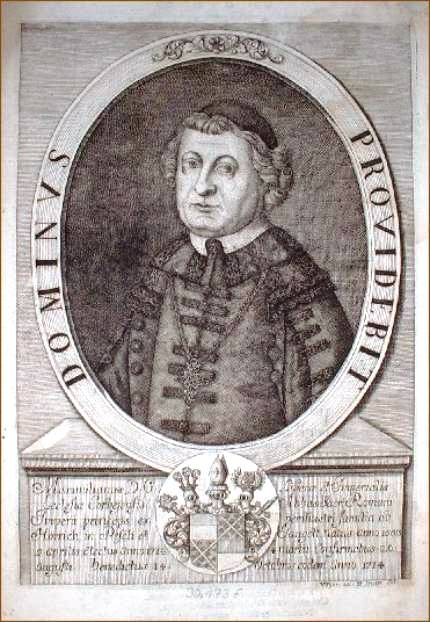
Fürstabt Maximilian von Horrich (1714–1721)
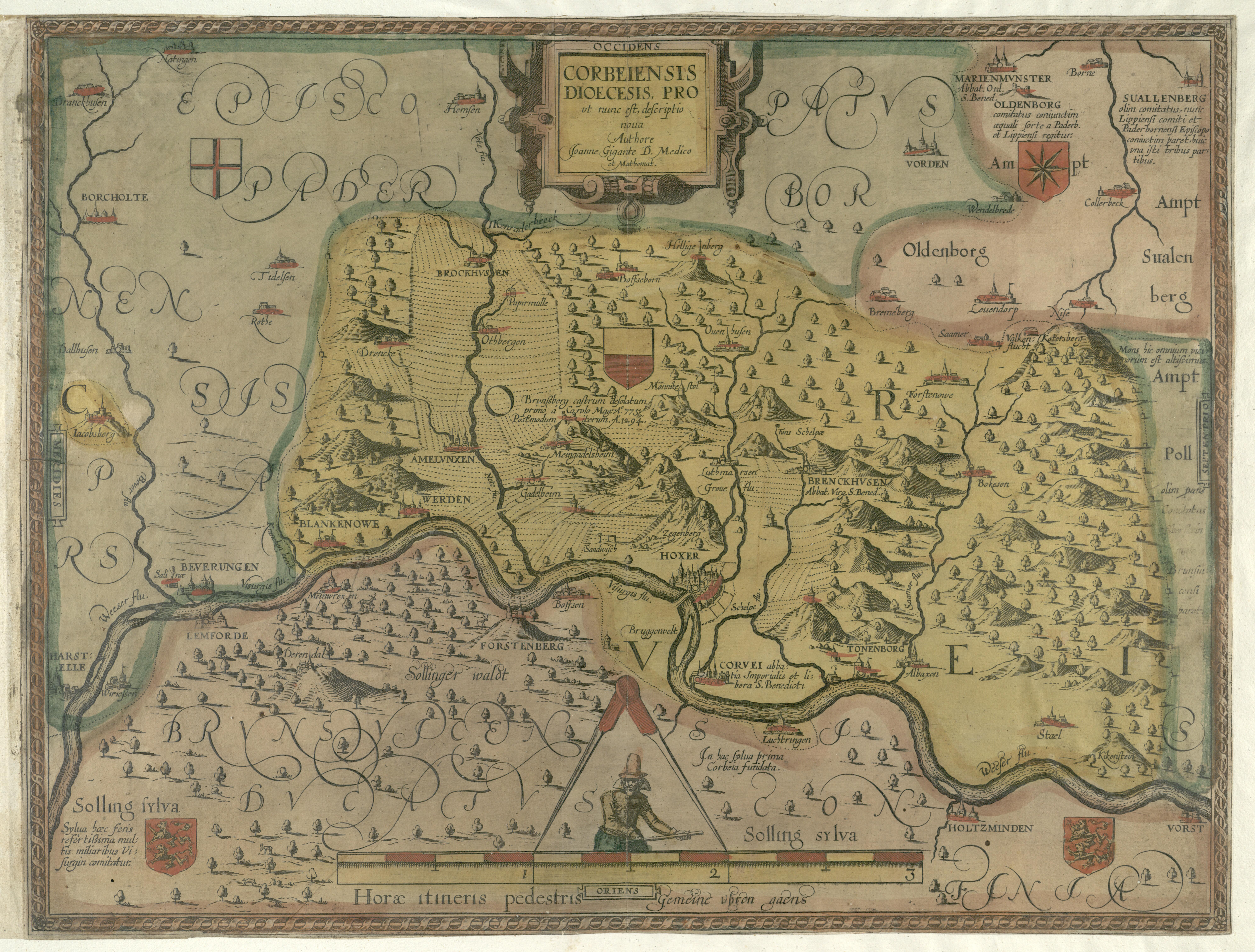
Karte der Fürstabtei von Johannes Gigas (1620)
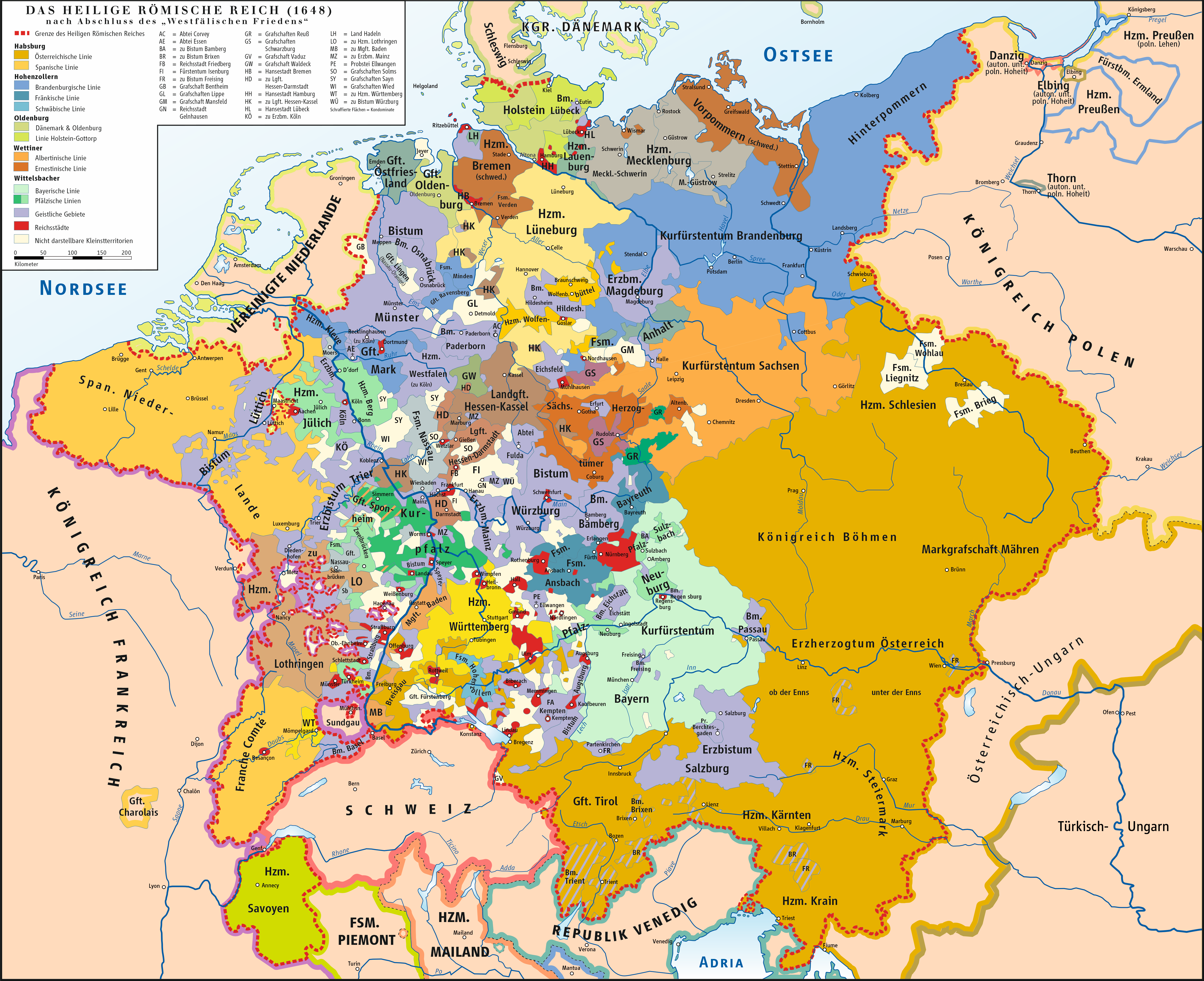
Die Abtei Corvey als eine von vielen Landesherrschaften in Deutschland am Ende der Dreißigjährigen Krieges
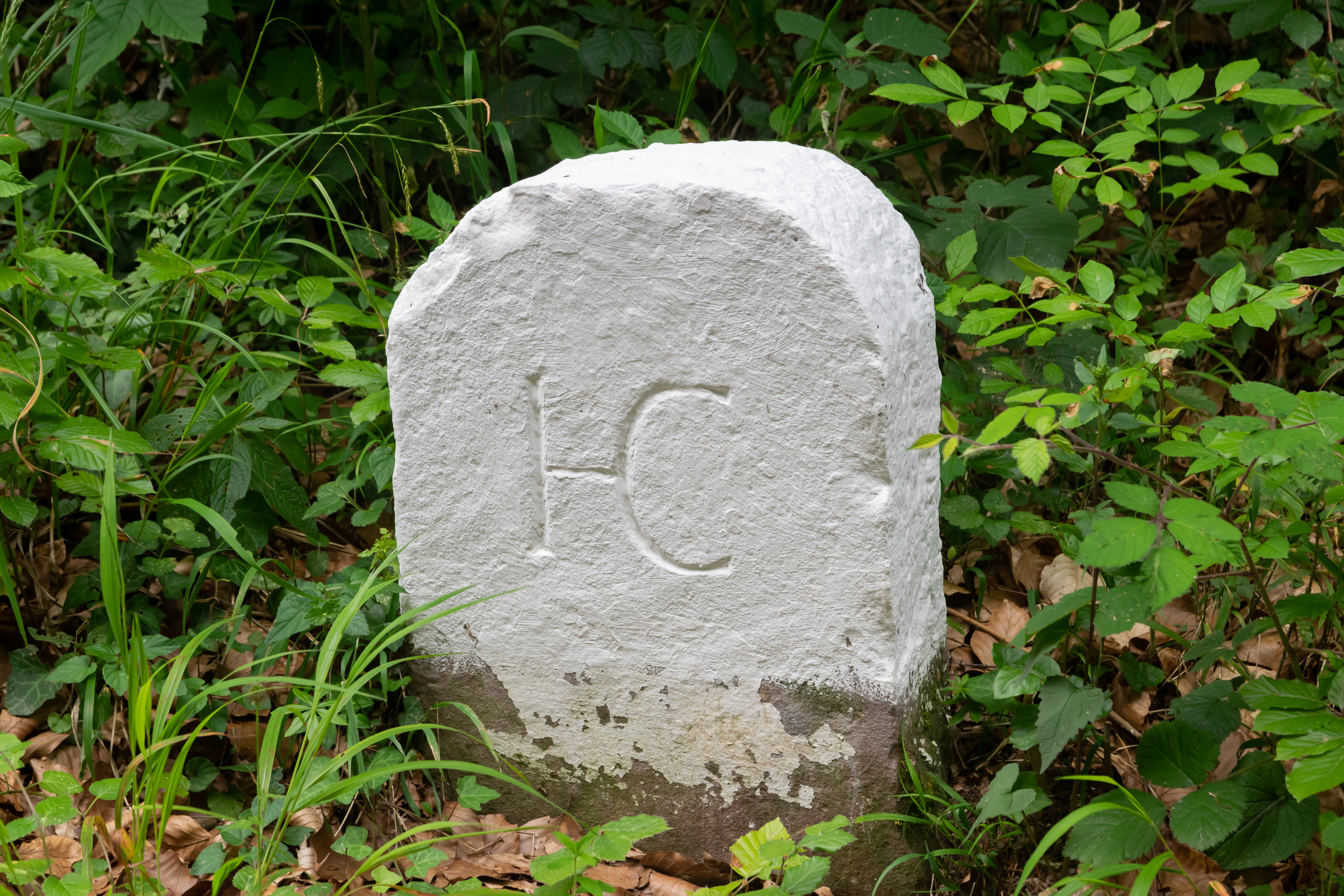
Grenzstein des Stifts Corvey im Wald zwischen Wildburg und Heineberg

### Säkularisation der Abtei und Gründung des Hochstifts Corvey
Die etwa 12.000 Einwohner starke Reichsabtei, die im Jahr über etwa 100.000 Taler Einnahmen verfügte, versuchte sich stets aus der Abhängigkeit von den Bischöfen von Paderborn zu lösen. Einen starken Motivationsschub gab es durch das drohende Aussterben des Konvents gegen Ende des 18. Jahrhunderts, zählte doch 1786 der Konvent lediglich noch 13 Mitglieder. Da Corvey nur adligen Kandidaten Aufnahme gewährte und es von diesen kaum noch Bewerber gab, wurde versucht, dem Untergang durch Erhebung zum Bistum zu entgehen.
1779 konnte als erster Schritt dahin die Erhebung in den Rang einer Territorialabtei erreicht werden, das heißt die Einwohner des Corveyer Territoriums, deren Landesherr der Abt in weltlichen Dingen ja ohnehin schon war, wurden jetzt auch in kirchenrechtlichen Dingen der Jurisdiktionsgewalt des Paderborner Bischofs enthoben und der des Abtes unterstellt. Die bischöfliche Weihegewalt verblieb allerdings noch beim Bischof von Paderborn. In Gegenwart des Abtes beschloss der Konvent, dass der Gottesdienst, der stets sein benediktinisches Gepräge behalten hatte, auch nach einer möglichen Säkularisation der Abtei nicht verringert werden sollte, was für einen noch immer strengen klösterlichen Tagesablauf sprach. Für die Abhaltung der Gebetszeiten wurden die Alumnen des 1786 eröffneten Priesterseminars herangezogen, da die meisten Mönche zu alt waren. Zugleich wurde die Zahl der künftigen Domherren auf zwölf und deren Gehalt auf 500 Taler festgelegt. Auch wurde die Vita communis weitestgehend reformiert und die Klausur aufgehoben.
1788 richtete die Abtei schließlich ihren Säkularisierungsantrag an den Papst. Dieser hob das Kloster 1792 auf, erhob den Fürstabt Theodor von Brabeck zum Fürstbischof und das Abteigebiet zum Bistum (= Hochstift), obwohl es lediglich zehn Pfarreien umfasste. Der Prior der Abtei wurde Domdechant, die Mönche Domherren (Kapitulare), darunter Ferdinand von Lüninck, der sich für die Umwandlungsprozedur stark engagiert hatte. Ferner kamen noch weitere Domizellare hinzu, auch erhielt die jetzt zur Kathedrale gewordene Abteikirche sechs Domvikare. Die Kleidung und die Rechte wurden den übrigen deutschen Domkapiteln angeglichen. Im Jahr 1794 wurde die Urkunde durch den Kaiser ausgestellt und das neue Bistum, das lediglich das Gebiet der alten Reichsabtei umfasste, der Kirchenprovinz Mainz unterstellt. Auf Theodor von Brabeck folgte 1794 Ferdinand von Lüninck als Fürstbischof und letzter Regionalbischof des Bistums in Preußen († 1825).

### Ende der Souveränität
Schon wenig später, nämlich 1803, wurde das Fürstbistum Corvey durch den Reichsdeputationshauptschluss aufgehoben. Das nunmehr als Fürstentum Corvey bezeichnete Territorium fiel mit den Gebieten des Hochstiftes Fulda als Fürstentum Nassau-Oranien-Fulda an die Grafen von Nassau-Dillenburg, die auch den Titel der Prinzen von Oranien führten (→ Haus Oranien-Nassau). Landesherr wurde Wilhelm V. von Oranien, ab 1806 Wilhelm Friedrich Prinz von Oranien-Nassau. 1807 wurde das Fürstentum Corvey Bestandteil des napoleonischen Königreiches Westphalen, anschließend 1815 Königlich preußische Domäne. Das geistliche Bistum Corvey blieb jedoch bis zum Tode Ferdinand von Lünincks 1825 bestehen, wurde dann dem Bistum Paderborn einverleibt.
Der in Spätfolge des Wiener Kongresses entschädigungsberechtigte Landgraf Viktor Amadeus von Hessen-Rotenburg erhielt 1820 vom König von Preußen das Mediatfürstentum Corvey als Ausgleich, zusammen mit dem Mediatfürstentum Ratibor. Die zuvor corveyischen Bürger des ehemaligen Stifts Corvey wurden preußische Staatsbürger. Mit Testament von 1825 vererbte der Landgraf diese außerhessischen Gebiete an seinen Neffen, den Erbprinzen Viktor zu Hohenlohe-Schillingsfürst. Der Landgraf starb 1834 und Erbprinz Viktor nahm mit seiner Volljährigkeit 1840 unter Verzicht seiner Schillingsfürster Erbansprüche den Titel Herzog von Ratibor und Fürst von Corvey an.

### Ältere Literatur
- Paul Wigand: Geschichte der gefürsteten Reichsabtei Corvey und der Städte Corvey und Höxter. Höxter 1819 [mehrere Bände] (Online).
- Paul Wigand (Hrsg.): Der Corveyesche Güterbesitz aus den Quellen dargestellt und als Fortsetzung der Corveyschen Geschichte. Lemgo 1831 (Online).
- Paul Wigand (Hrsg.): Traditiones Corbeinses. Leipzig 1843 (Online).
- August Hanemann: Schloss Corvey an der Weser. Höxter 1898 (Digitalisat), 4. Auflage. Holzminden 1909, 10. Auflage. Höxter 1947
- Johannes Letzner: Corbeische Chronica. Hamburg 1590 (Online).
- Johannes Letzner: Chronica und historische Beschreibung des Lebens, der Hendel und Thaten des … teutschen Röm. Keys. Lodowici Pii und des Keyserlichen freien Stiffts Corbei. Hildesheim 1604 (Online).

### Neuere Literatur
- Jörg Deventer: Das Abseits als sicherer Ort? Jüdische Minderheit und Christliche Gesellschaft im Alten Reich am Beispiel der Fürstabtei Corvey (1550–1807). Schöningh, Paderborn 1996, ISBN 3-506-79593-7.
- Marianne Huisking: Beiträge zur Geschichte der Corveyer Wahlkapitulationen. In: Westfälische Zeitschrift (WestfZs). Paderborn 98/99.1949, S. 9, ISSN 0083-9043.
- Handbuch der historischen Stätten Deutschlands. Nordrhein-Westfalen. Stuttgart 1970, S. 146–149.
- Klemens Honselmann (Hrsg.): Die alten Mönchslisten und die Traditionen von Corvey. (= Veröffentlichungen der Historischen Kommission für Westfalen. Bd. 10; Abhandlungen zur Corveyer Geschichtsschreibung. Bd. 6, T. 1). Verl. Bonifatius-Druckerei, Paderborn 1982, ISBN 3-87088-326-X.
- Leopold Schütte (Hrsg.): Die alten Mönchslisten und die Traditionen von Corvey. Indices und andere Hilfsmittel. (= Veröffentlichungen der Historischen Kommission für Westfalen. Bd. 10; Abhandlungen zur Corveyer Geschichtsschreibung. Bd. 6, T. 2). Verl. Bonifatius-Druckerei, Paderborn 1992, ISBN 3-87088-326-X.
- Beate Johlen: Die Auswirkungen der Gegenreformation auf den Sakralbau des 17. Jahrhunderts. Reform und Tradition am Beispiel des Wiederaufbaues der ehemaligen Benediktinerabteikirche Corvey/Westfalen im Jahre 1667. Dissertation, Rheinische Friedrich-Wilhelms-Universität Bonn, Bonn 2000.
- Michael Koch unter Mitarbeit von Andreas König: Bibliographie Höxter, Corvey und Corveyer Land. 7., erweiterte Ausgabe, Stand: Januar 2023. Online-Publikation Münster 2023 (Materialien der Historischen Kommission für Westfalen, Band 8; Online-Fassung).
- Wolfgang Leesch (Hrsg.): Sinopien und Stuck im Westwerk der karolingischen Klosterkirche von Corvey. Rhema-Verlag, Münster 2002, ISBN 3-930454-34-3.
- Wolfgang Leesch: Das Corveyer Pfarrsystem. In: Kunst und Kultur im Weserraum 800–1600. Band 1. Staatsarchiv Münster, Münster i. W. / Corvey 1966, S. 43–76.
- Elmar Arnold, Sándor Kotyrba: Corvey. Ehemalige Reichsabtei und Residenz. Koch-Druck, Halberstadt 2011.